# Ulrich Becker (Rechtswissenschaftler)
Ulrich Becker (* 21. Juli 1960 in Sande/Friesland) ist ein deutscher Rechtswissenschaftler, der sich vor allem mit Sozialrecht, Öffentlichem Recht und Europarecht befasst.

## Leben
Becker ist in Bergisch Gladbach aufgewachsen. Er studierte Rechtswissenschaften an der Universität Würzburg und am Europäischen Hochschulinstitut in Florenz. Sein erstes juristisches Staatsexamen absolvierte er im Jahr 1984, sein zweites Staatsexamen im Jahr 1989. Im gleichen Jahr promovierte er an der Universität Würzburg zum Dr. iur. utr. Er erlangte im Jahr 1991 ein Diplom (LL.M.) über vergleichende europäische und internationale Rechtsstudien des Europäischen Hochschulinstituts in Florenz. Danach war Becker Stipendiat der Fritz-Thyssen-Stiftung; 1994 habilitierte er sich an der Universität Würzburg. Anschließend hatte er bis 1996 Lehrstuhlvertretungen an den Universitäten Regensburg und Greifswald.
Im Jahr 1996 nahm er einen Ruf der Universität Regensburg an. Ab April 1996 war er dort ordentlicher Professor und Inhaber des Lehrstuhls für „Öffentliches Recht, Deutsches und Europäisches Sozialrecht“. Zur Jahreswende 1999/2000 war Becker „Emile-Noël-Fellow“ an der Harvard Law School. Seit April 2002 ist er Wissenschaftliches Mitglied der Max-Planck-Gesellschaft und Direktor am Max-Planck-Institut für ausländisches und internationales Sozialrecht (jetzt Max-Planck-Institut für Sozialrecht und Sozialpolitik). Im Oktober 2002 wurde er zum Honorarprofessor an der LMU München ernannt. 
Becker ist seit 2010 Mitglied der Academia Europaea.
Becker hat zahlreiche Aufsätze und Bücher vor allem zu Problemen des deutschen und europäischen Sozialrechts verfasst und ediert.

## Schriften (Auswahl)
- Das bayerische Asylrecht. Duncker und Humblot, Berlin 1989 (Dissertation, Universität Würzburg, 1989).
- Staat und autonome Träger im Sozialleistungsrecht: Rechtsvergleichende Untersuchung der Risikoabsicherungssysteme in Deutschland, Frankreich, Italien und Grossbritannien. Nomos, Baden-Baden 1996 (Habilitationsschrift, Universität Würzburg, 1994).
- Mit Dirk Heckmann, Bernhard Kempen, Gerrit Manssen: Öffentliches Recht in Bayern: Verfassungsrecht, Kommunalrecht, Polizei- und Sicherheitsrecht, Öffentliches Baurecht. Eine prüfungsorientierte Darstellung. Beck, München 2000; 4. Auflage 2008, ISBN 978-3-406-57543-3.
- Hrsg. mit Hans Günter Hockerts, Klaus Tenfelde: Sozialstaat Deutschland: Geschichte und Gegenwart (= Politik- und Gesellschaftsgeschichte. Bd. 87). Dietz, Bonn 2010, ISBN 978-3-8012-4198-8.
- Hrsg. gem. mit Markus Roth: Recht der Älteren. De Gruyter, Berlin/Boston (Mass.) 2013, ISBN 978-3-11-024830-2.